# Цезар мора умрети
Цезар мора умрети (итал. Cesare deve morire) је италијански филм из 2012. године који су режирали Паоло и Виторио Тавијани. На 62. Берлинском филмском фестивалу је освојио Златног медведа.

## Радња
Прича је смештена у затвор Ребибија, у предграђу Рима, и говори о затвореницима који припремају Шекспирову представу „Јулије Цезар“ . Припремајући улоге они проналазе себе и мењају поглед на свет. Задња реченица филма, коју изговара један затвореник након премијере представе, показује утицај позоришта на живот у тамници: „Откако сам открио уметност, ова ћелија је за мене постала прави затвор.“

## Улоге
| Глумац             | Улога          |
| ------------------ | -------------- |
| Козимо Рега        | Касије         |
| Салваторе Стријано | Брут           |
| Антионио Фраска    | Марко Антоније |
| Ђовани Аркури      | Цезар          |
| Хуан Дарио Бонети  |                |
| Винченцо Гало      |                |
| Розарио Мајорана   |                |
| Франческо де Мази  |                |